# Велика награда Сингапура
 Велика награда Сингапура је ауто-мото трка која се вози у оквиру ФИА шампионата формуле 1.
Трка се први пут возила у сезони 2008. године, 28. септембра.
То је била прва ноћна трка у историји трка формуле 1.

## Победници
| Година | Возач            | Конструктор | Локација   |
| ------ | ---------------- | ----------- | ---------- |
| 2017   | Луис Хамилтон    | Мерцедес    | Марина беј |
| 2016   | Нико Розберг     | Мерцедес    | Марина беј |
| 2015   | Себастијан Фетел | Ферари      | Марина беј |
| 2014   | Луис Хамилтон    | Мерцедес    | Марина беј |
| 2013   | Себастијан Фетел | Ред Бул     | Марина беј |
| 2012   | Себастијан Фетел | Ред Бул     | Марина беј |
| 2011   | Себастијан Фетел | Ред Бул     | Марина беј |
| 2010   | Фернандо Алонсо  | Ферари      | Марина беј |
| 2009   | Луис Хамилтон    | Макларен    | Марина беј |
| 2008   | Фернандо Алонсо  | Рено Ф1     | Марина беј |

## Историја
Од стицања независности Сингапура 1965. одржавале су се трке под именом ВН Сингапура.
У периоду 1961. до 1965. трке су вожене под другим именима (Оријент Гран При и ВН Малезије).
Понајвише захваљујући трагичном инциденту, трка је престала да се вози након 1972. године.

### Формула 1
Током 2007. године је потписан потогодишњи уговор између одбора за туризам Сингапура и Бернија Еклстона.
Тиме је потврђено одржавање прве ноћне трке у историји формуле 1.
Ноћни термин такође значи и прилагођеност термина одржавања трке европском телевизијском гледалишту.
Уличну стазу у Марина Беју оригинално је пројектовао Херман Тилке.
Стазу због свог изгледа и положаја пореде са чувеном стазом у Монте Карлу на којој се одржавају трке за ВН Монака.